# Élections constituantes de 1946 en Charente-Maritime
Les élections constituantes françaises de 1946 se déroulent le 2 juin 1946.

## Mode de scrutin
Les députés sont élus selon le système de représentation proportionnelle suivant la règle de la plus forte moyenne dans le département, sans panachage ni vote préférentiel. Il y a 586 sièges à pourvoir.
Dans le département de la Charente-Maritime, cinq députés sont à élire.

## Élus
Les cinq députés élus sont :
|   | Député sortant     |  | Groupe parlementaire | Député élu         |  | Groupe parlementaire |
| - | ------------------ |  | -------------------- | ------------------ |  | -------------------- |
| 1 | Roger Faraud       |  | SFIO                 | Roger Faraud       |  | SFIO                 |
| 2 | André Maudet       |  | SFIO                 | André Maudet       |  | SFIO                 |
| 3 | Georges Gosnat     |  | PCF                  | Georges Gosnat     |  | PCF                  |
| 4 | Pierre Truffaut    |  | MRP                  | Pierre Truffaut    |  | MRP                  |
| 5 | Christian Vieljeux |  | PRL                  | Christian Vieljeux |  | PRL                  |

## Liste et candidats

### Listes en présence
| Liste | Liste                                                  | Parti | Tête de liste      |
| ----- | ------------------------------------------------------ | ----- | ------------------ |
|       | Liste du Mouvement Républicain Populaire               | MRP   | Pierre Truffaut    |
|       | Liste Communiste et d'Union Républicaine et Résistante | PCF   | Georges Gosnat     |
|       | Liste du Parti Républicain de la Liberté               | PRL   | Christian Vieljeux |
|       | Liste du Rassemblement des Gauches Républicaines       | RGR   | Roger Gaborit      |
|       | Liste du Parti Socialiste SFIO                         | SFIO  | Roger Faraud       |
|       | Liste d'Unité Paysanne et Sociale                      | PPUS  | Roger Palmieri     |

## Résultats

### Résultats par liste
| Parti Liste                                            | Parti Liste    | Liste              | Liste   | Liste  | Liste | Sièges | Sièges        |
| Parti Liste                                            | Parti Liste    | Tête de liste      | Voix    | %      | +/-   | Total  | +/-           |
| ------------------------------------------------------ | -------------- | ------------------ | ------- | ------ | ----- | ------ | ------------- |
|                                                        | SFIO           | Roger Faraud       | 44 716  | 22,97  | 5,25  | 2      | en stagnation |
| Liste du Parti Socialiste SFIO                         |                |                    |         |        |       |        |               |
|                                                        |                |                    |         |        |       |        |               |
|                                                        | PCF            | Georges Gosnat     | 42 341  | 21,75  | 1,19  | 1      | en stagnation |
| Liste Communiste et d'Union Républicaine et Résistante |                |                    |         |        |       |        |               |
|                                                        |                |                    |         |        |       |        |               |
|                                                        | MRP            | Pierre Truffaut    | 39 014  | 20,04  | 0,59  | 1      | en stagnation |
| Liste du Mouvement Républicain Populaire               |                |                    |         |        |       |        |               |
|                                                        |                |                    |         |        |       |        |               |
|                                                        | PRL            | Christian Vieljeux | 36 447  | 18,72  | 0,20  | 1      | en stagnation |
| Liste du Parti Républicain de la Liberté               |                |                    |         |        |       |        |               |
|                                                        |                |                    |         |        |       |        |               |
|                                                        | RGR            | Roger Gaborit      | 21 978  | 11,29  | 1,95  | 0      | en stagnation |
| Liste du Rassemblement des Gauches Républicaines       |                |                    |         |        |       |        |               |
|                                                        |                |                    |         |        |       |        |               |
|                                                        | PPUS           | Roger Palmieri     | 10 155  | 5,22   | Nv    | 0      | Nv            |
| Liste d'Unité Paysanne et Sociale                      |                |                    |         |        |       |        |               |
|                                                        |                |                    |         |        |       |        |               |
| Inscrits                                               | Inscrits       | Inscrits           | 262 631 | 100,00 |       | 5      | en stagnation |
| Votants                                                | Votants        | Votants            | 197 354 | 75,14  | 6,18  |        |               |
| Abstention                                             | Abstention     | Abstention         | 65 277  | 24,86  |       |        |               |
| Blancs et nuls                                         | Blancs et nuls | Blancs et nuls     | 2 703   | 1,37   |       |        |               |
| Exprimés                                               | Exprimés       | Exprimés           | 194 651 | 98,63  |       |        |               |

### Résultats par parti
| Parti          | Parti                                          | Tête de liste      | Résultats | Résultats | Sièges | Sièges |
| Parti          | Parti                                          | Tête de liste      | Voix      | %         | Sièges | Sièges |
| -------------- | ---------------------------------------------- | ------------------ | --------- | --------- | ------ | ------ |
|                | Section française de l'Internationale ouvrière | Roger Faraud       | 44 716    | 22,97     | 2      |        |
|                | Parti communiste français                      | Georges Gosnat     | 42 341    | 21,75     | 1      |        |
|                | Mouvement républicain populaire                | Pierre Truffaut    | 39 014    | 20,04     | 1      |        |
|                | Parti républicain de la liberté                | Christian Vieljeux | 36 447    | 18,72     | 1      |        |
|                | Rassemblement des gauches républicaines        | Roger Gaborit      | 21 978    | 11,29     | 0      |        |
|                | Parti paysan d'union sociale                   | Roger Palmieri     | 10 155    | 5,22      | 0      |        |
|                |                                                |                    |           |           |        |        |
| Inscrits       | Inscrits                                       | Inscrits           | 262 631   | 100,00    | 5      |        |
| Votants        | Votants                                        | Votants            | 197 354   | 75,14     |        |        |
| Abstention     | Abstention                                     | Abstention         | 65 277    | 24,86     |        |        |
| Blancs ou nuls | Blancs ou nuls                                 | Blancs ou nuls     | 2 703     | 1,37      |        |        |
| Exprimés       | Exprimés                                       | Exprimés           | 194 651   | 98,63     |        |        |